# Serious Sam: Gold Edition
Serious Sam: Gold Edition (также: Serious Sam: Gold, «Крутой Сэм: Золотое издание») — официальный сборник компьютерных игр хорватской компании Croteam, который включает в себя первые две части серии Serious Sam — The First Encounter и The Second Encounter, а также отобранные разработчиками модификации, сделанные пользователями — сюжетная модификация Dark Island (с англ. — «Темный остров»), многопользовательскую модификацию Seriously Warped Deathmatch, и дополнительные карты для однопользовательской и сетевой игры.

## История разработки
Информация о будущем издании Serious Sam: Gold появилась перед анонсированием компанией Croteam своего игрового движка Serious Engine 2, который затем лег в основу игры Serious Sam 2 — логического продолжения первых двух «эпизодов» (которыми считаются The First Encounter и The Second Encounter). Планировалось, что «Золотое издание» будет издано в преддверии выхода Serious Sam 2, однако разработка второй части игры задержалась, и она вышла лишь в 2005 году. Таким образом, временной промежуток между ними составляет два года.
Выход Serious Sam: Gold состоялся 25 января 2003 года.
Спустя несколько лет, 26 августа 2005 года, он был выпущен и в России. Международным издателем выступила закрытая в|2004 году компания Gathering of Developers (подразделение Take-Two Interactive), в то время как на территории России и стран СНГ игра была выпущена компанией 1С в локализации студии «Логрус».
В русском издании все включенные в сборник игры, карты и дополнение «Тёмный остров» полностью переведены, включая озвучивание. Локализация Serious Sam: The First Encounter выполнена заново — предположительно, для того, чтобы игры серии были озвучены похожими голосами (в оригинальном варианте перевода голосом Сэма в первом эпизоде был Александр Котов) — и отличается от первых, отдельных изданий игры. В Serious Sam: The Second Encounter также были переозвучены четыре реплики Сэма, по всей видимости, ради более точного перевода.
Входящие в сборник игры никогда ранее не переиздавались; дополнение Dark Island было выпущено в коробочном варианте впервые.
Позднее, в 2010 году компанией Croteam был выпущен схожий сборник — Serious Sam HD: Gold Edition. Он включает в себя уже HD-переиздания оригинальных двух эпизодов (Serious Sam HD: The First Encounter и Serious Sam HD: The Second Encounter), а также сами оригинальные эпизоды.

## Состав сборника
- Serious Sam: The First Encounter (с англ. — «Крутой Сэм: Первая кровь») — первый эпизод игры, изданный 20 марта 2001 года. Сюжет игры повествует о некоем открытии, данном человечеству в виде заложенного в землю Египта артефакта могущественной цивилизации Сириус. Это открытие помогло людям продвинуться в технологическом развитии. Однако, вскоре на землю высадилась беспощадная раса пришельцев во главе с их предводителем Менталом, уничтожающая всё на своём пути. Спустя годы, учёные обнаруживают древний артефакт под названием «Ключ к вечности», который может переместить одного человека в далёкое прошлое для борьбы с захватчиками. Этим человеком и оказывается Сэмюел «Крутой» Стоун.
- Serious Sam: The Second Encounter (с англ. — «Крутой Сэм: Второе пришествие») — второй эпизод игры, изданный  4 января 2002 года. Летающая тарелка, на которой улетел Сэм в финале предыдущей игры, оказывается сбита разработчиками игры, которые врезаются в неё на летающем паровозе. Сэм терпит крушение в джунглях Центральной Америки. Теперь Сэму предстоит совершить путешествие во времени, побывать в городе майя Теотиуакане, древнем Вавилоне и средневековой Европе, чтобы в конце концов раздобыть Святой Грааль, который поможет ему в нелёгкой борьбе с силами зла. Сюжетная линия второго эпизода получила развитие в полноценном продолжении — Serious Sam 2.
- Dark Island (с англ. — «Темный остров») — пользовательская модификация для The Second Encounter, содержащая новые эпизоды, предназначенные для одиночного прохождения. По сюжету Сэм прибывает на корабле на некий Темный остров, где он сражается с армией монстров, надеясь добраться до Ментала.
- Seriously Warped Deathmatch — модификация, ориентированная на сетевую игру.

Помимо вышеперечисленных двух глобальных модификаций, на диске находятся новые официальные и фанатские карты для сетевой и однопользовательской частей двух эпизодов Serious Sam: Lefty, DockingBay, Ra-Spah-Shoy, GO hunting!, SunPalace и др. Кроме того, в Serious Sam: The First Encounter интегрирован последний патч 1.05.

## Рецензии и оценки
Сборник был положительно оценен немецким журналом PC Gameplay. Оценка составила 67 % из 100 %.
Общая оценка игроков на сайте MobyGames — 4.5 по пятибалльной системе оценивания. На сайте GameSpot игроки оценили сборник в 9.1 балл из 10-ти[значимость факта?]. Редакция отечественного сайта CNews оценила «Serious Sam: Gold Edition» в 8.7 баллов (с припиской «отлично») из 10-ти. В то же время оценка игроков на этом же ресурсе составляет семь баллов. 